# پگی هاپکینز جویس
پگی هاپکینز جویس (انگلیسی: Peggy Hopkins Joyce؛ ۲۶ مهٔ ۱۸۹۳ – ۱۲ ژوئن ۱۹۵۷) یک هنرپیشه اهل ایالات متحده آمریکا بود.